# Punta Martin
Punta Martin (spanisch, in Argentinien Punta Sommers) ist eine felsige Landspitze im Nordwesten der Kiew-Halbinsel an der Danco-Küste des Grahamlands auf der Antarktischen Halbinsel. Sie liegt 11 km westlich des Rahir Point am Ufer der Flandernbucht und markiert die westliche Begrenzung der Einfahrt zur Hyatt Cove.
Die Benennung durch chilenische Wissenschaftler erfolgte um das Jahr 1947. Hier wie auch bei der argentinischen Benennung ist der Namensgeber nicht überliefert.